# Crème de Menthe

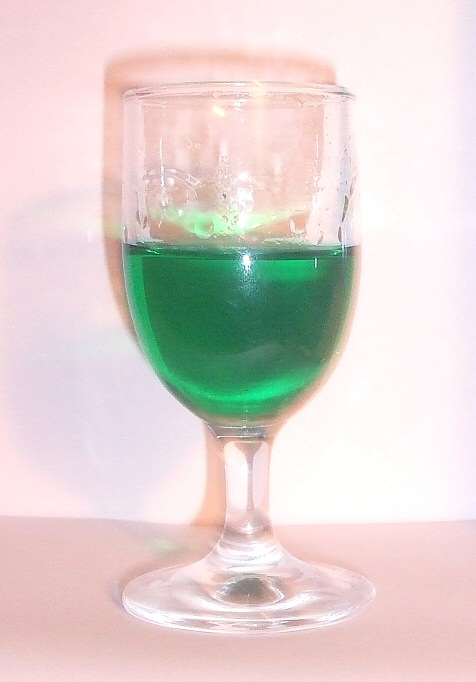
Glas mit grünem Crème de Menthe

Crème de Menthe (französisch menthe = Minze, wörtlich also „Minz-Creme“) ist eine traditionelle Bezeichnung für Minzliköre. Der Zusatz „Crème de …“ bzw. deutsch „…-Creme“ deutet dabei auf einen besonders hohen Zuckergehalt hin. Crèmes de Menthe sind sowohl farblos als auch grün gefärbt erhältlich, wobei sich beide Varianten in der Regel geschmacklich kaum oder gar nicht unterscheiden.
Wegen ihres sehr intensiven Minzgeschmacks werden Crèmes de Menthe nur selten pur getrunken, können aber als Digestif auf gestoßenem Eis als Frappé serviert werden. Beliebt sind die Minzliköre als Mix-Zutat in Cocktails, beispielsweise dem Grasshopper und dem Stinger (Weinbrand, Crème de Menthe).
In der Europäischen Union darf der Zusatz „Crème de …“ bzw. deutsch „…-Creme“ als Verkehrsbezeichnung nur verwendet werden, wenn der Likör mindestens 250 g Zucker je Liter, ausgedrückt als Invertzucker, enthält. Allgemein sind für Liköre lediglich 100 g Zucker je Liter vorgeschrieben. Der Alkoholgehalt beträgt wie bei allen Spirituosen mindestens 15 % Vol., üblich sind je nach Hersteller zwischen 15 und 30 % Vol. Die Bezeichnung „Creme de …“ kann zusätzlich durch den Begriff „Likör“ ergänzt werden. Für Minzliköre sind grundsätzlich nur natürliche Aromastoffe und Aromaextrakte zulässig, die Verwendung von Lebensmittelfarbstoffen ist erlaubt.

## In den Medien
In den Romanen von Agatha Christie ist dieser Likör das bevorzugte Getränk von Hercule Poirot.